# 清水康彦
清水 康彦（しみず やすひこ、1981年 - ）は、日本の映像ディレクター。映像監督。映像作家。
福井県出身。福井県立福井商業高等学校、国際デザインカレッジ金沢卒業。

## 概要
1981年、福井県（坂井市春江町）生まれ
TVCM、MV、ファッション映像、長編映画の脚本・監督を手がけるなど、様々なジャンルで活躍。MVA最優秀監督賞、Clio、ADC、SpikesAsia、CODE、受賞。エジンバラ映画祭、文化庁メディア芸術祭、シネマバード、出典。プチョン国際ファンタスティック映画祭EFFFF受賞。パリ国際ファンタスティック映画祭スペシャルメンション受賞。

## 作品

### 映画
- CUBE 一度入ったら、最後[2]

2021年10月22日公開
- MANRIKI

監督・脚本・編集
2019年公開
- その日、カレーライスができるまで

監督・脚本・編集
出演 - リリー・フランキー
2021年9月3日公開
- LOHAS

監督・脚本・編集
- 宮本

監督・脚本・編集
- ZERO

監督・脚本・編集
- Death Bike

監督・脚本・編集
- 蒼蒼たり(短編ver)

監督・脚本・編集
- HomeFight

監督・脚本・編集
出演 - 伊藤沙莉、大水洋介
- でぃすたんす

監督・脚本・編集
出演 - 滝藤賢一、筧美和子、板谷由夏
- スクロール[4]

監督・脚本・編集
出演 - 北村匠海、中川大志、松岡茉優、古川琴音
2023年2月3日公開
- 世界征服やめた[5]

編集
監督 - 北村匠海
出演 - 萩原利久、藤堂日向、井浦新
2025年2月全国順次公開

### ドラマ
- ペンション・恋は桃色

脚本・総監督
出演 - リリー・フランキー、斎藤工、伊藤沙莉
- 姪のメイ

総監督
出演 - 本郷奏多、⼤沢⼀菜
- 蒼蒼たり

脚本・編集・監督
出演 - 遊屋慎太郎、吉田志織
Rakuten TV
- スペシャドラマ館「スリーピース〜とあるクソバンドが自然消滅するまで〜」

脚本・監督
- 手から光を出す魚屋さん

脚本・監督
出演 - 斎藤工、金子ノブアキ
原作・原案 - 永野
- gloops 「ONE TEAM」
- ミッドナイト屋台〜ラ・ボンノォ〜

監督
出演 - 神山智洋、中村海人

### 広告
- AneCan  TVCM
- airwave ｜錦織圭篇 坂東玉三郎篇
- IKEA  ｜「CHEER! HOME」
- 石本石材株式会社 ｜「聖雅-SEIGA-」TVCM
- Coca-Cola x Human Made x BEAMS
- KitKat  ｜「KIT MAIL HOLOGRAM」
- サッポロファクトリー｜HAPPINESS SHOT! 〜撮って、シェアする、クリスマス〜
- 損保ジャパン DIY生命
- 大成株式会社 30秒CM
- タワーレコード × PHILIPS 3D VISUAL PROMOTION（裸眼立体コンテンツ）
- P&G ヴィダルサスーン TVCM Styling Series / アムロード篇
- ファブリーズ ｜「究極対決 ファブリーズvsくさや」篇
- 富士通｜「Floral Kiss」
- マクドナルド ｜「Dancing McCrew」
- 三菱｜METoA VISION
- UNIQLO UTGP'17 Nintendo
- ユニリーバジャパン Axe × 松崎しげる /「愛のメモリー」
- ユニリーバジャパン モッズ・ヘア ｜ NEW HOT CARE 15秒篇 / AQUA CLEAR 15秒篇
- ポコロンダンジョンズ ｜ 大友花恋篇
- 楽天市場｜楽天スーパーセール
- 楽天モバイル｜「Super Challenge」篇 「カレイドスコープ」篇

### ファッション
- adidas ｜ my first boost
- adidas × GIANTS ｜ Digital Tryout
- adidas Originals by Neighborhood | SS14 Collection / FW14 Collection
- AMACA
- CITIZEN　シチズン ｜「LIGHT in BLACK」
- SHIPS ｜ 2014 Spring & Summer Special Movie / SHIPS 2014 Fall & Winter Special Movie
- STAR JEWELRY HOLIDAY COLLECTION 2015
- DIESEL
- NIKE ×  UNDERCOVER「逆走 GIRAの全て」構成・編集・VFX
- New Balance ｜ 「MINIMUS × Wigman」
- HAKUGAN　博眼 ｜ サイド・バイ・サイド
- HYKE
- UNITED ARROWS ｜ green label relaxing "Early Summer"  "MIX&MATCH"
- L'Appartement | LOVE MUSIC
- Lee ｜「fLee is Lee」
- Ravijour ｜ TRUE LOVE TESTER
- WILLSELECTION 〜Disney Marie Collection DEBUT〜
- X-girl × GREMLINS 2015 HOLIDAY COLLECTION

### ミュージックビデオ
- ICONIQ /「Change Myself」
- 安室奈美恵 /「Dr.」（プランナー）
- namie amuro BEST FICTION tour 2008-2009 オープニング映像
- 嵐 /「きっと大丈夫」
- AKB48 /「正義の味方じゃないヒーロー」「夕陽マリー」「How come ?」
- 金子ノブアキ /「オルカ」「Historia」「Take me home」「illusions feat. SKY-HI」
- nobuaki kaneko showcase 2015　ライブ映像
- 川本真琴 /「fish」「gradation」
- KinKi Kids /「Family 〜ひとつになること」
- GLAY /「everKrack」「JUSTICE [from] GUILTY」
- KREVA /「成功」「I Wanna know you」「生まれてきてありがとう」
- 桑田佳祐 /「本当は怖い愛とロマンス」（CG Version）
- Cornelius /「COLORIS」
- 斉藤和義 /「FLY〜愛の続きはボンジュール！〜」「ドント・ウォーリー・ビー・ハッピー」
- 佐々木希 /「カラフルワールド」「噛むとフニャン」「ジン ジン ジングルベル」「パペピプ♪パピペプ♪パペピプポ♪」
- シーナ&ザ・ロケッツ
- SKE48 /「不器用太陽」「12月のカンガルー」
- ストレイテナー「DISCOGRAPHY」「Melodic Storm」「BERSERKER TUNE」「today」
- Superfly /「Force」
- SPECIAL OTHERS /「STEADY」「始まりはQ(9)CUE feat.RIP SLYME」「I'LL BE BACK」「Good Luck」「neon」「ROOT」「あの国まで' feat.オオキノブオ, ホリエアツシ」「Sailin' feat.Kj」「空っぽ feat.キヨサク」「Wait for The Sun」「PB」「Laurentech」「STAR」「Surdo」「Good morning」「AIMS」「IDOL」
- SPECIAL OTHERS ACOUSTIC /「LIGHT」「LINE」
- チャットモンチー /「たったさっきから3000年までの話」「ときめき」「ハテナ」「満月に吠えろ」「ここだけの話」「染まるよ」「ときめき」
- 東京スカパラダイスオーケストラ / "バンドコラボ3部作"第3弾シングル 「Wake Up! feat. ASIAN KUNG-FU GENERATION」
- BiSH / 「遂に死」
- 平井堅 / 「Plus One」
- ヒャダイン /「笑いの神様が降りてきた！」
- FACT /「the way down」
- ポルノグラフィティ /「ワンモアタイム」「ゆきのいろ」「2012Spark」「瞬く星の下で」
- マキシマムザホルモン /「小さな君の手〜maximum the hormone」
- 雅-MIYAVI- vs YUKSEK /「DAY 1」
- BUMP OF CHICKEN / 「オンリーロンリーグローリー」
- RADWIMPS /「DADA」
- The Raconteurs /「Help Me Stranger」
- LAMA /「Spell」

### その他
- 東京都 障害者スポーツ訴求映像「Be The Hero」
- 杉並区立和田小学校80周年記念式典
- 福の便り　〜しあわせが届く故郷　福井〜
- 永野 Ω
- 佐賀県移住促進映像「サガスマイル」
- 福井県坂井市施工10周年記念映像「しあわせの花」

## 出演・記事
- ぴあ / インタビュー
- コマーシャル・フォト / インタビュー
- ベビスマ (フジテレビ) / 出演
- ミドリカワ書房「誰よりもあなたを」PV / 出演
- white-screen.jp / インタビュー
- ADOBE FOCUS IN / インタビュー
- Public-Image.org / インタビュー
- ほぼ1〜見ちゃう動画TV.〜 / 出演
- NHK総合 クローズアップ現代「ツイッター“つぶやき”は社会を変えるか」
- 日本の映像作家１００人
- CoFesta :: JAPAN国際コンテンツフェスティバル（コ・フェスタ）
- 密着！秋元康2160時間 〜エンターテインメントは眠らない〜